# Heaðobard
Gli Heaðobard o Heathobard ("I Bardi Bellicosi") erano forse un ramo dei Longobardi, e il loro nome potrebbe essersi conservato nel toponimo Bardengau, nel Meclemburgo, in Germania (la "Golanda" delle tradizioni longobarde).
Sono menzionati nel Beowulf e nel Widsith, dove sono in conflitto con i Danesi. Tuttavia, nella mitologia norrena gli Heaðobard sembrano essere stati dimenticati e il conflitto è invece diventato una faida familiare o un conflitto con i Sassoni, dove i Danesi prendono il posto degli Heaðobard.

## IlBeowulf
Nel Beowulf, gli Heaðobard sono coinvolti in una guerra con i Danesi. Quando Beowulf racconta la sua avventura al suo signore, Hygelac, dice che Hroðgar aveva anche una figlia, Freawaru; non è chiaro se Freawaru fosse figlia anche di Wealhþeow o fosse nata da un matrimonio precedente. Poiché i Danesi erano in conflitto con gli Heaðobard, il cui re Froda era stato ucciso in guerra dai Danesi, Hroðgar mandò Freawaru a sposare Ingeld figlio di Froda, in un vano tentativo di far cessare la faida. Un vecchio guerriero spinse gli Heaðobard a vendicarsi e Beowulf predice a Hygelac che Ingeld si sarebbe rivoltato contro suo suocero Hroðgar; nella versione esposta dalla cronaca danese Gesta Danorum, il vecchio guerriero compare con il nome di Starkaðr, ed egli riuscì a far divorziare Ingeld e farlo ribellare contro la sua famiglia. Precedentemente nel poema, l'autore ci dice che la reggia di Heorot era stata alla fine distrutta da un incendio:
(Beowulf, vv. 81-85)
Vi è la tentazione di interpretare che la nuova guerra con Ingeld porterà all'incendio della reggia di Heorot, come Sophus Bugge fece, ma il poema separa le due cose.

## IlWidsith
Mentre il Beowulf non si sofferma sui risultati della battaglia contro Ingeld, il forse più vecchio Widsith ci parla della sconfitta di Ingeld ad Heorot da parte di Hroðgar e Hroðulf:
(Widsith, vv. 45-59)